# آلدو آنگولا
آلدو آنگولا (انگلیسی: Aldo Angoula؛ زادهٔ ۴ مهٔ ۱۹۸۱) بازیکن فوتبال اهل فرانسه است.